# ربيكا فتاة مزرعة صني بروك
ربيكا فتاة مزرعة صني بروك هي رواية للكاتبة الأمريكية كيت دوجلاس ويجين كتابتها في عام 1903 وتتكلم عن الفتاة التي غادرت مزرعتها في مابلوود التي أسمتها صني بروك أو الجداول الشمسية..
القصة تحتوي على العديد من مشاهد الحياة في الولايات المتحدة في خلال تلك الفترة والتي تعرض الحياة الاجتماعية والاقتصادية والثقافية لقرى أمريكا
وتعتبر القصة من أجمل ما كتبت الكاتبة كيت دوجلاس حيث تم تمثيلها في ثلاثة أفلام أمريكية.

## التحويل

### مسرحية
شاركت ويجين مع شارلوت تومسون في كتابة المسرحية التي أنتجت في مسرح برودواي بواسطة Klaw & Erlanger في 1909. وقبل عرضها في برودواي ،لقيت ترحيبا كبيرا عند عرضها في بوسطن ونيو إنجلاند.

### فيلم
- ربيكا فتاة مزرعة صني بروك (فيلم 1917)
- ربيكا فتاة مزرعة صني بروك (فيلم 1932)
- ربيكا فتاة مزرعة صني بروك (فيلم 1938)